# Abacus Cooperativa
Abacus Cooperativa és una cooperativa de consum i laboral catalana, especialitzada en la distribució comercial de materials educatius, editorials, d'oficina i jocs infantils. Té presència territorial a Catalunya, el País Valencià, les Illes Balears i també disposa d'una botiga en línia.
També és membre fundador del Grup Clade, el primer grup empresarial cooperatiu català. El 2021 es va fusionar amb el Grup Som i el desembre de 2022 va comprar el club TresC.

## Història
Va ser fundada el 1968 per un grup de mestres, pares i mares de Barcelona, junt amb l'Escola de Mestres Rosa Sensat, amb l'objectiu de proporcionar serveis de qualitat en l'àmbit de l'educació i la cultura. Inicialment, era una entitat formada només pels consumidors, però des del 1985 també va incorporar els treballadors com a socis. A finals de la dècada del 2010, la cooperativa estava formada per prop de 550 socis de treball i gairebé un milió de socis de consum.
El gener de 2019, Abacus Cooperativa va cedir el seu fons a l'Arxiu Nacional de Catalunya. Amb un volum de 3,2 m lineals (32 unitats d'instal·lació), conté principalment la documentació generada per l'activitat comercial de l'entitat i inclou sèries organitzatives, històrics de relacions externes i internes i informació sobre serveis oferts als cooperativistes i activitats pròpies.
El gener del 2024 es va fer públic que Abacus i l'empresari Jaume Roures estaven negociant l'adquisició del Grup Enciclopèdia Catalana, que acumulava un deute de 9,5 milions d'euros, per impulsar un nou grup editorial.

## Galeria d'imatges

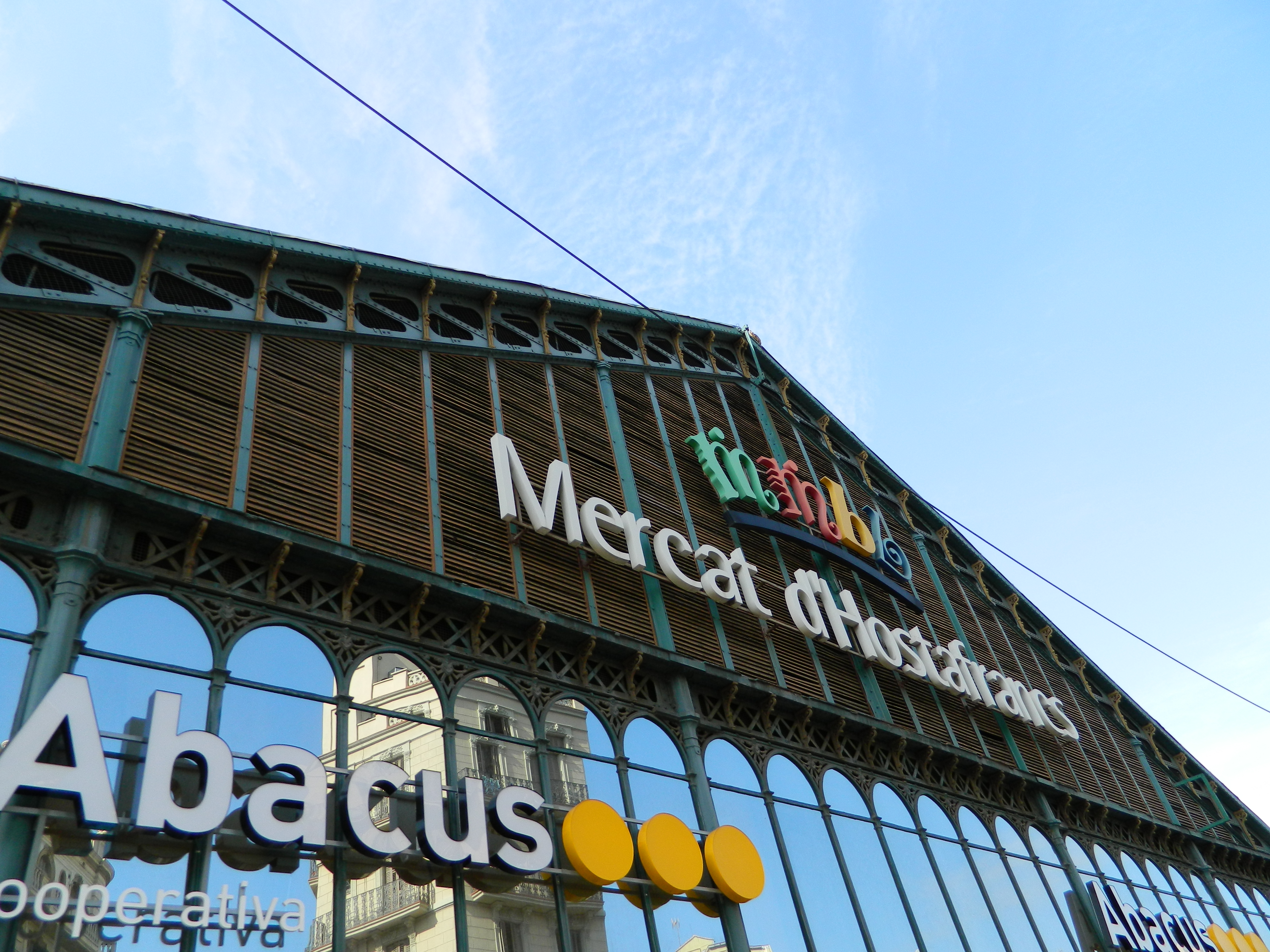
Botiga al mercat d'Hostafrancs de Barcelona
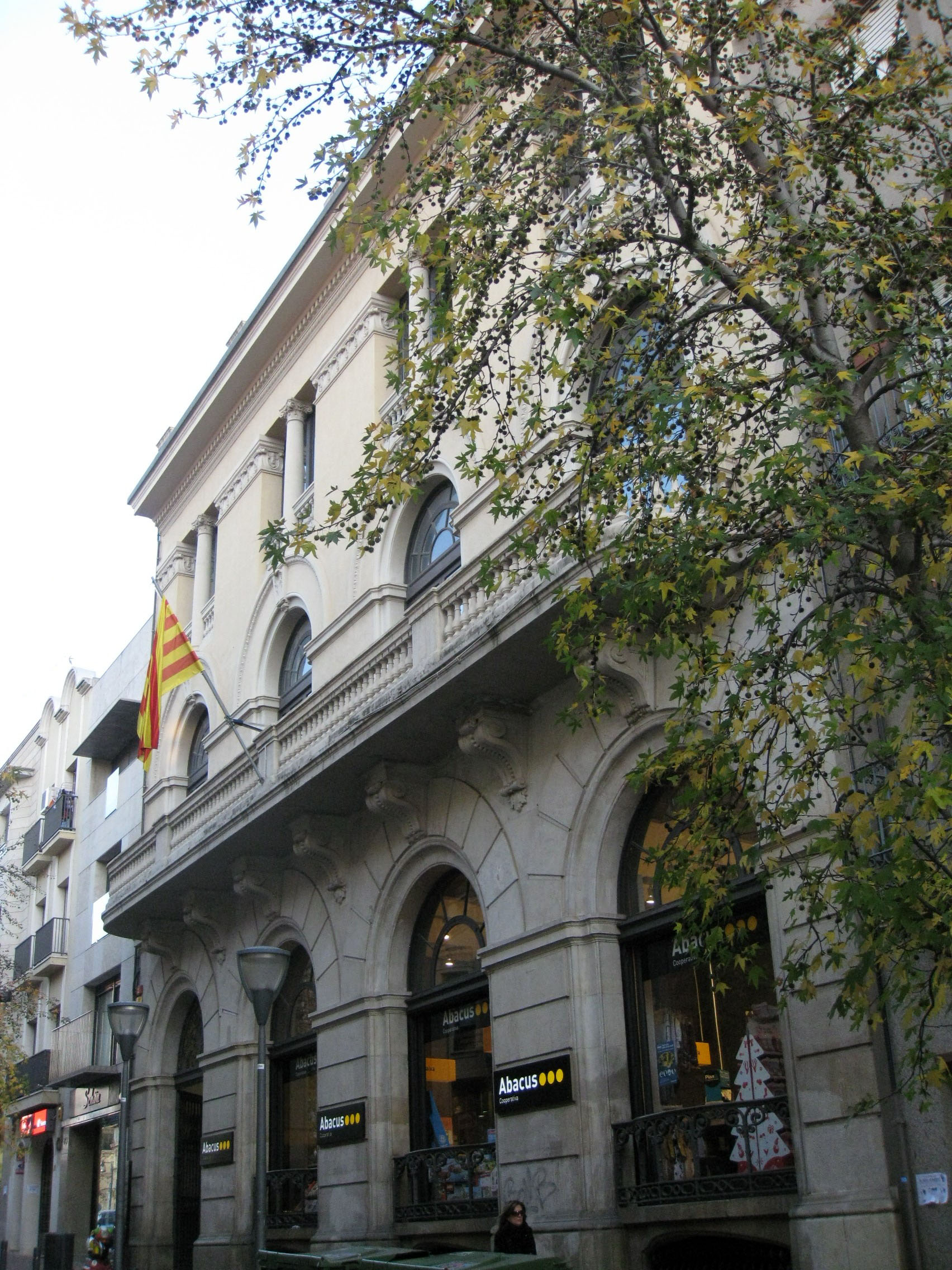
Botiga al Gran Casino del Foment de Terrassa
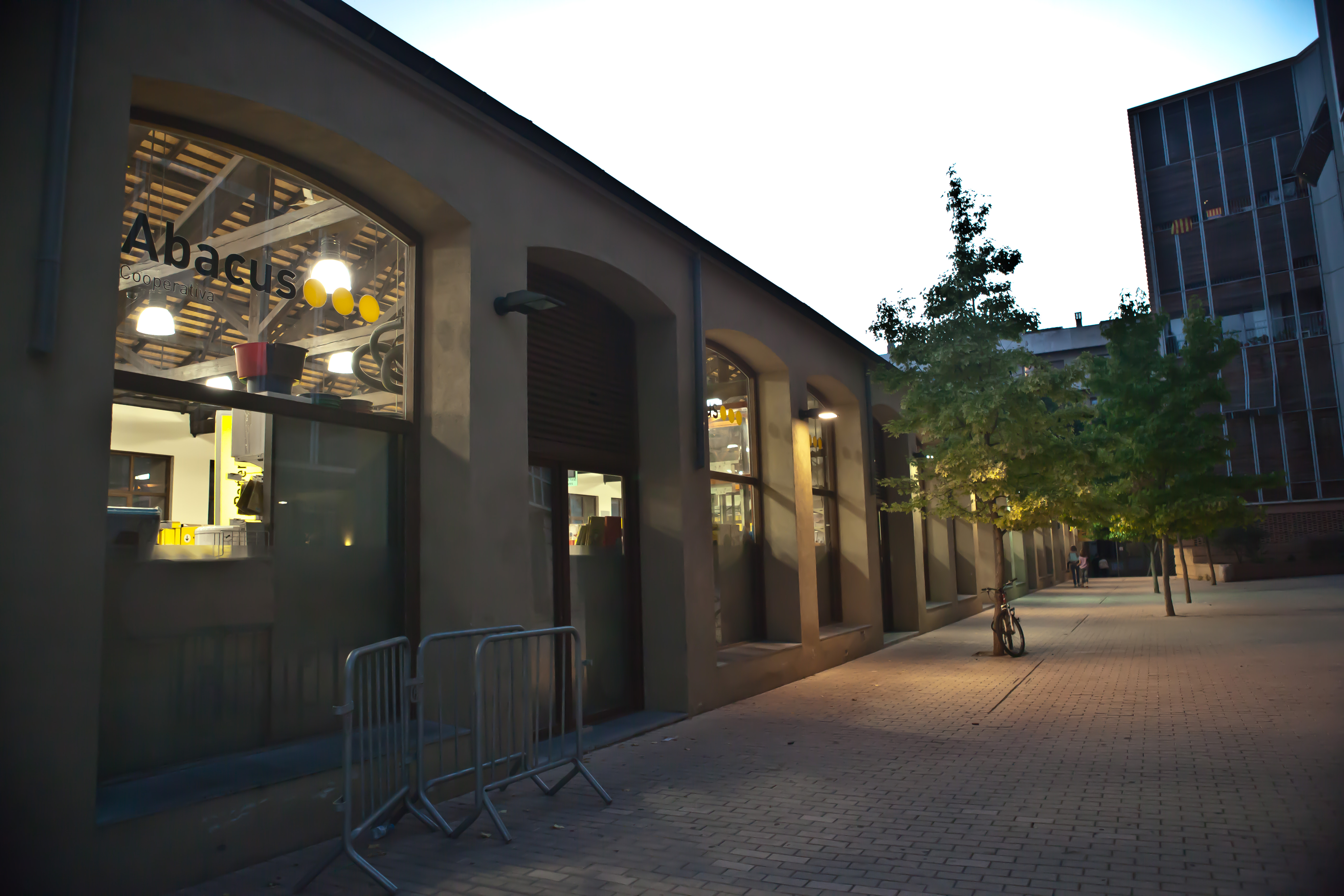
Botiga al Vapor Sampere de Sabadell